# Exequatur
Exequatur (z łac. niech będzie wykonane) – zgoda państwa przyjmującego na wykonywanie przez określoną osobę funkcji kierownika urzędu konsularnego państwa wysyłającego.
Exequatur wydawane jest w stosunku do przedstawionych przez kierownika urzędu tzw. listów komisyjnych. Niekiedy może dotyczyć także innych niż kierownik urzędu urzędników konsularnych. Państwo odmawiające udzielenia exequatur nie ma obowiązku uzasadnienia swojej odmowy. Od daty udzielenia exequatur zależy pierwszeństwo (precedencja) w ramach korpusu konsularnego.

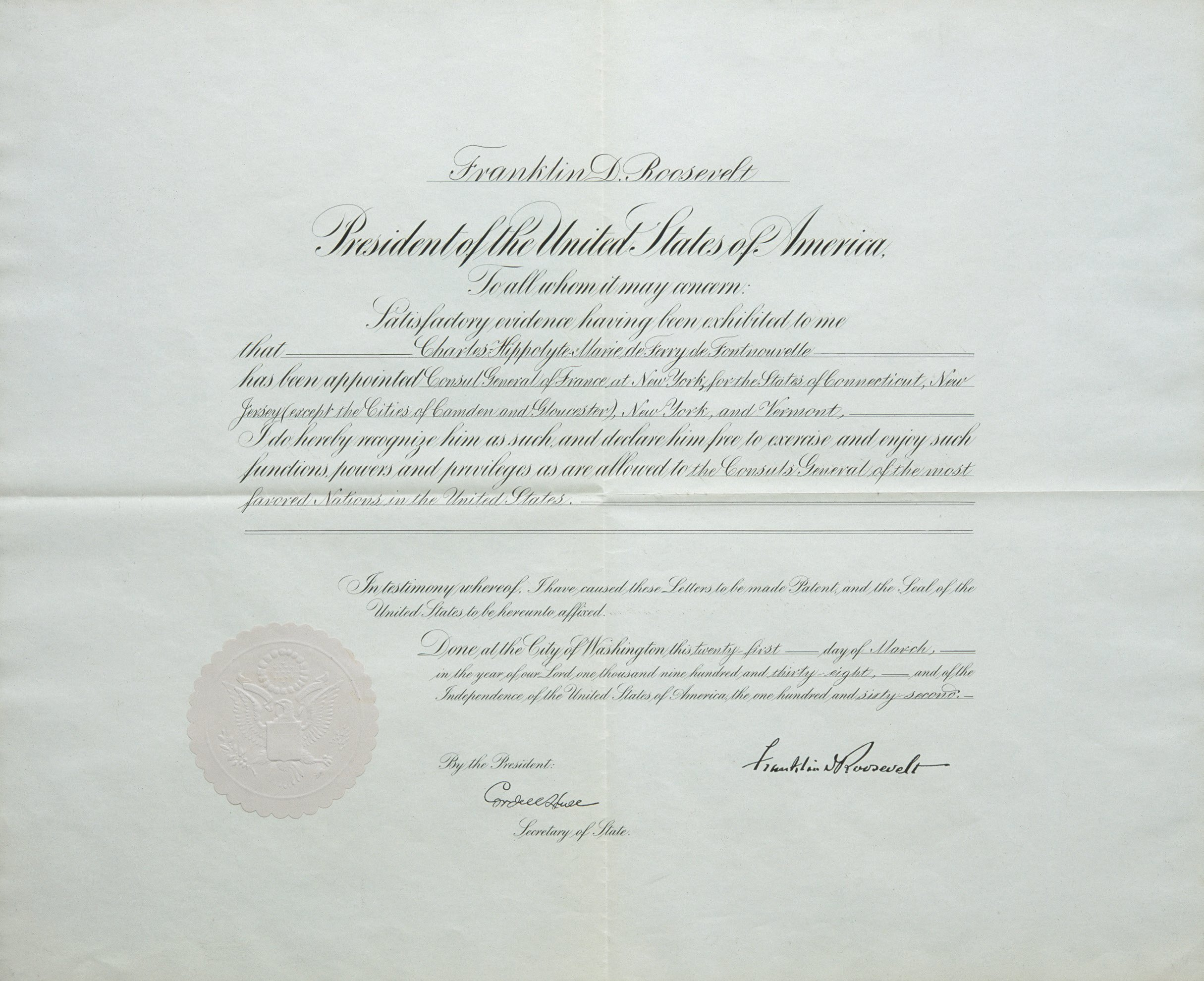
Exequatur francuskiego konsula sygnowane przez Franklina D. Roosevelta (1938)

Według art. 12 Konwencji wiedeńskiej o stosunkach konsularnych odmowa udzielenia exequatur nie wymaga uzasadnienia.